# Мікель Вільянуева
Мікель Вільянуева (ісп. Mikel Villanueva, нар. 14 квітня 1993, Сан-Кристобаль) — венесуельський футболіст, захисник іспанського клубу «Малага».
Виступав, зокрема, за клуби «Депортіво Тачира» та «Депортіво Лара», а також національну збірну Венесуели.

## Клубна кар'єра
У дорослому футболі дебютував 2012 року виступами за команду клубу «Депортіво Тачира», в якій провів два сезони, взявши участь лише у 5 матчах чемпіонату.
Своєю грою за цю команду привернув увагу представників тренерського штабу клубу «Депортіво Лара», до складу якого приєднався 2014 року. Відіграв за команду з Кабударе наступний сезон своєї ігрової кар'єри.
У сезоні 2015/16 перебував у оренді клубу «Малага» Б за який провів 31 матч та забив три голи.
До основного складу клубу «Малага» приєднався 2016 року.

## Виступи за збірну
2016 року дебютував в офіційних матчах у складі національної збірної Венесуели. Наразі провів у формі головної команди країни 3 матчі, забивши 1 гол.
У складі збірної був учасником Кубка Америки 2016 року у США.